# Aminabad
Aminabad è uno dei bazar più antichi della città di Lucknow insieme a Chowk, Nakhas e Hazratganj. Attualmente è famoso per i commercianti e i negozi coinvolti sia nel commercio all'ingrosso che in quello al dettaglio. I principali prodotti e beni scambiati sono vestiti, ricami Chikan, spezie, snack asciutti, maglieria e decorazioni per matrimoni. Infatti, Aminabad è un insieme di diversi generi di mercato, di gruppi di case, di uffici ed è spesso paragonata al vivace Chandani Chowk di Delhi. 

## Storia
L'anno in cui è nato il mercato non è chiaro. Sotto tutti gli aspetti fu durante il periodo dei Nawab che il luogo ottenne la sua forma e il suo nome. 
Secondo la versione più plausibile della storia, la terra su cui sorge Aminabad apparteneva a Rani Jai Kunwar Pandey. Il Rani, oltre ad essere un vassallo dei Mughal, era anche un ottimo amico della moglie di Khadija Khanam, la Begum (moglie) del primo Nawab di Oudh, Saadat Khan Burhan-ul-Mulk, che era anche il Grand- Wazir dell'Impero Mughal.
I doni Rani costruirono una moschea su questa terra e la regalarono alla sua buona amica, la moglie del Nawab. Questa moschea del 18 ° secolo, conosciuta come Padain Ki Masjid (la moschea della donna Brahmin), si trova ancora ad Aminabad. Anche il maqbara di Begum Khadija Khanam fu costruito di fronte al masjid, ma è stato perso per i capricci del tempo, anche se la tomba è ancora da vedere.
Quando i Nawab trasferirono la loro corte da Fizabad a Lucknow, il sito era diventato un centro di attività e commercio irregolare come il mercato settimanale ecc. Faceva parte della città conosciuta come Masarratganj. L'attuale area su cui fu successivamente costruito Aminabad era passata sotto il possesso di Sikandar Shikoh, figlio dell'imperatore Mughal Shah Alam II. Dopo la morte di Sikandar Shikoh, sua moglie divenne custode della proprietà di Masarratganj e la vendette per Rs.2800 / - a Nawab Imdad Husain Khan Aminuddaulah, che era il Primo Ministro di Nawab Amjad Ali Shah, il quarto Nawab di Lucknow. Era intorno al 1840. 
Aminuddaulah era un visionario e si è assunto il compito di trasformare quest'area in una zona sviluppata. Negli anni seguenti case di cemento, negozi e parchi hanno sostituito capanne di paglia e rifugi sgangherati nei campi aperti. Commercianti, artigiani e animatori sono stati incoraggiati a creare i loro stabilimenti. Erano state erette quattro porte su tutti e quattro i lati e ogni porta aveva una moschea adiacente. La più grande porta conosciuta come Kalaan Phatak era all'incrocio principale e la moschea vicino ad essa era anche chiamata Kalaan Phatak Masjid. Verso ovest c'era la porta Khurd più piccola vicino al cinema Mehra in Gwynne Road. Le porte non esistono più, ma le moschee sono ancora lì e sono conosciute con i loro nomi originali. Durante questo periodo Aminuddaulah iniziò anche la costruzione di un grande parco negli spazi aperti all'interno delle file dei negozi di recente apertura. 
Dopo la guerra di liberazione del 1857, il dominio dei Nawab finì e Aminabad passò sotto il dominio britannico. Più tardi, nel 1905, il tenente governatore Sir JD Latouche, visitò Aminabad e ne ordinò il rinnovamento. Fu allora che nacque Loutouche Road che conduceva a questo mercato e fino ad oggi si chiama così. La rinnovata Aminabad fu inaugurata dallo stesso Sir Loutouche nel 1911.
Nel frattempo, Babu Ganga Prasad Varma venne ad abitare ad Aminabad nel 1910 e progettò il mercato con grandi corridoi in modo che le strade potessero essere utilizzate per camminare nella sala commemorativa del Ganga Prasad da lui costruita per funzioni pubbliche. Fu lui a inventare Goonge Nawab Park.
Nel 1912 il governo britannico fece un piano generale per quest'area e, secondo il piano, furono tracciate strade su tutti e quattro i lati di questo parco e il parco divenne noto come Aminuddaulah Park. Negli anni seguenti l'importanza e la statura del bazar di Chowk e Nakhas iniziarono a retrocedere e Aminabad ottenne l'ascesa, e Aminuddaulah Park divenne non solo il discorso della città, ma la stessa nazione. Nel 1928 fu in questo parco che durante la lotta per l'indipendenza i combattenti per la libertà sollevarono per la prima volta la bandiera indiana. Quel giorno pieno di eventi è stato seguito dall'intervento alla nazione del Mahatma Gandhi per il movimento di disobbedienza civile. Molti altri leader tra cui Jawahar Lal Nehru, Atal Bihari Bajpayee e Subhash Chandra Bose hanno tenuto discorsi infuocati per l'indipendenza su questa piattaforma. L'enorme congregazione che si era radunata nel Parco Aminuddaulah per ascoltare Jawahar Lal Nehru fu brutalmente accusata dai lathi dalla forza britannica e molte persone, tra cui Nehru, si fecero male. Gulab Singh Lodhi si era arrampicato su un albero nel parco e aveva issato la bandiera tricolore. La polizia britannica lo ha abbattuto e in seguito la sua statua è stata installata al centro del parco e si trova ancora lì. Ormai il parco aveva acquisito il nome di Jhandewala Park perché qui sventolavano bandiere di vari partiti politici indiani. Prima dell'indipendenza, i letterati della città avevano reso Aminabad il loro luogo di residenza e attendevano con impazienza i principali giornali indiani come Humdum, Haqeeqat e Pioneer ogni mattina. I venditori di giornali sarebbero arrivati all'incrocio principale la mattina presto e le loro merci sarebbero state vendute fino a tarda sera. Gli scrittori, i poeti e gli educatori hanno anche frequentato il danese Mahal al piano terra del Central Hotel, e il vicino Siddiq Book Depot e Anwar Book Depot. C'è stato un tempo in cui in questi centri eruditi si potevano incontrare artisti del calibro di Syed Masood Hasan Rizvi, il dottor Shujaat Ali Sandilavi, Josh Malihabadi, il prof. Ehtesham Husain, Nawab Mir Jafar Ali Khan 'Asar', Majaz e molti altri. Il proprietario del danese Mahal, Nasim Ahmad, scomparso di recente, non solo aveva una buona conoscenza di tutti i tipi di libri, ma conosceva anche la persona e le caratteristiche degli stalwarts della città.
Sin dai tempi di Nawabs, il mercato si vanta della sua moda senza pari, ed essendo uno dei mercati più antichi, è ancora circondato da edifici e architetture di epoca nawabi. 

## Negozi
I negozi vendono prodotti di moda, decorazione d'interni, lenzuola, coperte, tappeti, ornamenti, gioielli, capi di moda, abiti di fantasia, chikan kurta, sari di chikan e altri abiti da donna, abbigliamento da uomo di chikan, calzature e altri capi simili. La maggior parte dei prodotti sono prodotti localmente. Un'attrazione speciale è il mercato dei sentieri di giovedì. 
Tra le strade meno larghe dei tempi dei nawab, il mercato mette in mostra un'ampia varietà di prodotti in vendita. Nonostante sia congestionato a volte, Aminabad è un mercato colorato, vivace e vivace da acquistare, e trovi prodotti che vanno dall'oro e dall'argento ai gioielli e agli ornamenti, i kurtas chikan ai fantasiosi sarees carichi di ricami, dal famoso Lucknawi paan ( betel foglie) ai panifici. 
I ristoranti includono ristoranti non vegetariani, negozi di dolciumi, panetterie e negozi di paan, tra cui <i id="mwMg">Tunday Kababi</i>, Wahid Biryani e Alamgir, Kalika Chat House 
Alcuni dei negozi più antichi sono Om Prakash Seth, Madan Sarees, Dupatta Mahal, Sargodha Cloth House, Sri Keshav Handloom, Keshav Decor. Aminabad è stata un centro commerciale per commercianti, commercianti, artigiani e artisti dal 18 ° secolo. 